# Песчаная ромбосолея
Песчаная ромбосолея (лат. Rhombosolea plebeia) — вид лучепёрых рыб из семейства ромбосолеевых (Rhombosoleidae). Распространены у берегов Новой Зеландии. Морские донные рыбы. Максимальная длина тела 43 см.

## Описание
Тело высокое, ромбовидной формы, сильно сжато с боков. Высота тела всего в 1,5 раза меньше длины тела. Рыло заострённое, без мясистого выступа. Глаза расположены на правой стороне тела. Глаза большие, диаметр глаза в 4—6 раз меньше длины головы. На нижней части первой жаберной дуги 12—18 жаберных тычинок. Спинной плавник с 48—69 мягкими лучами, начинается перед глазами на слепой стороне тела, заходит на рыло, тянется до хвостового стебля. В анальном плавнике 36—48 мягких лучей. Брюшной плавник на глазной стороне соединён мембраной с анальным плавником. Брюшной плавник на слепой стороне тела отсутствует. Глазная сторона тёмно-серого или зеленоватого цвета, слепая сторона белая.
Максимальная длина тела 43 см, обычно до 30 см.

## Биология
Морские донные рыбы. Обитают в закрытых заливах и бухтах, а также в открытых водах на глубине от 22 до 100 м. Не отмечено предпочтения к какому-либо типу грунтов; встречаются над песчаными, илистыми, галечными и каменистыми грунтами.

### Питание
Взрослые особи песчаной ромбосолеи питаются разнообразными донными организмами. В состав рациона входят мелкие крабы, креветки, офиуры и полихеты. Молодь в возрасте 0+ питается полихетами, амфиподами, декаподами, сифонами моллюсков.

### Размножение
Впервые созревают в возрасте двух лет, самки при средней длине тела 16—20 см, а самцы — 10 см. В заливе Хаураки (Новая Зеландия) песчаные ромбосолеи нерестятся в июне — ноябре, отдельные особи в мае и декабре. Нерест проходит на глубине 27—36 м. Плодовитость зависит от размеров и массы тела самок, возрастает от 100 тысяч икринок у самок длиной 18 см до 500 тысяч икринок у самок длиной 30 см. Икринки диаметром от 0,58 до 0,7 мм с несколькими (более 3-х) жировыми каплями. Инкубационный период при температуре 15 °С продолжается 4—5 дней. По другим данным икра песчаной ромбосолеи сферической формы, средний диаметр икринки равен 0,65 мм, с 1—13 жировыми каплями. Продолжительность инкубационного периода при 10 °С составляет 112—120 часов. Длина личинок при вылуплении равняется 1,8 мм.
У песчаных ромбосолей наблюдаются половые различия в скорости роста. Средняя длина тела самок в возрасте 1, 2 и 3 года составляет 10, 23 и 30 см, соответственно; а самцов 7 и 17 см, соответственно.